# Transaction application language
Transaction application language, TAL (tidigare även Tandem application language), är ett procedurellt programspråk optimerat för användning på Tandem-datorer. TAL liknar en blandning av C och Pascal. Det var det ursprungliga programmeringsspråket för systemprogrammering på Tandems CISC-maskiner, som inte hade någon assembler.
Själva språket liknar ALGOL och Pascal, med BEGIN- och END-satser. Men semantiskt är språket mycket mer likt C. Det tillåter inte nästlade procedurer i godtyckligt antal nivåer, det tillåter inte att komplexa argument skickas som värdeparametrar och referenser är i de flesta fall inte starkt typade. 
Ursprungligen skrevs Tandems NonStop-operativsystem i TAL. På senare år har stora delar av det skrivits om i C och TAL används inte för nyutveckling.